# Drone ucigașe
Drone ucigașe (în engleză Murder Drones) este o serie web independentă animată pe computer creată de Liam Vickers și produsă de Glitch Productions.
Descrisă ca o „comedie-horror distopică”, Murder Drones explorează teme precum identitatea, moralitatea, liberul arbitru și legăturile de prietenie, în timp ce infuzează simultan umorul în cadrul său distopic. Seria încorporează referințe la cultura pop, inspirându-se din jocuri video, filme, anime și meme-uri.
Episodul pilot a avut premiera pe canalul de YouTube Glitch pe 29 octombrie 2021. A fost ridicat pentru un sezon complet de 8 episoade, începând cu 18 noiembrie 2022. Până în noiembrie 2023, episodul pilot a primit 28 de milioane de vizualizări. Seria a fost lăudată de spectatori pentru animație, actorie vocală și construirea lumii și amestecul său de elemente de groază și comedie. În plus, seria a fost nominalizată la un premiu Webby din categoria cel mai bun videoclip animat.

## Subiect
Povestea are loc pe Copper 9, o exoplanetă detinută de mega-corporația JCJenson in SPAAAAACE. Drone Muncitoare, concepute pentru a servi oamenilor, locuiesc pe planetă și o exploatează pentru resurse naturale. În cele din urmă, planeta suferă un colaps catastrofal al nucleului provocat de angajații corporației, ștergând toată viața biologică de pe planetă, inclusiv oamenii. Ca urmare, planeta devine un pustiu înghețat și rămân doar Dronele Muncitoare. Într-o zi, o legiune de mașinării de ucis violente, cunoscute sub denumirea de Drone de dezasamblare (poreclite „Murder Drones”), invadează Copper 9 pentru a extermina Dronele Muncitoare rămase. Dronele Muncitoare trăiesc cu o frică constantă de dronele de dezasamblare și se ascund într-o serie de trei uși în încercarea de a se apăra.
În centrul serialului se află Uzi Doorman, o Dronă Muncitoare care visează să scape de pe Copper 9 și să distrugă oamenii. În drumul ei se intersectează cu Serial Designation N ("N"), un băiat Murder Dones cu o dispoziție surprinzător de prietenoasă și curioasă față de dronele Muncitoare. Împreună, formează un parteneriat atipic pentru a descoperi adevărul despre originile și scopul lor în mediul aspru al planetei. De-a lungul călătoriei lor, ei întâlnesc mai multe personaje importante, inclusiv V, o fată Murder Drones, fixată pe vânătoarea lui Cyn; Doll, o dronă lucrătoare misterioasă cu conexiuni la Absolute Solver, un program de calculator enigmatic capabil să modifice realitatea; precum și Tessa și J, un om și o dronă de dezasamblare care se prăbușesc pe Copper 9.

## Episoade
| Premiera pe YouTube | Premiera pe Prime Video | N/o | Titlu român        | Titlu englez     |
| ------------------- | ----------------------- | --- | ------------------ | ---------------- |
|                     |                         |     |                    |                  |
| PRIMUL SEZON        |                         |     |                    |                  |
|                     |                         |     |                    |                  |
| 29.10.2021          | 16.05.2025              | 01  | Episodul pilot     | Pilot            |
|                     |                         |     |                    |                  |
| 18.11.2022          | 16.05.2025              | 02  | Puls               | Heartbeat        |
|                     |                         |     |                    |                  |
| 17.02.2023          | 16.05.2025              | 03  | La bal             | The Promening    |
|                     |                         |     |                    |                  |
| 07.04.2023          | 16.05.2025              | 04  | Iritabilitate      | Cabin Fever      |
|                     |                         |     |                    |                  |
| 09.06.2023          | 16.05.2025              | 05  | Acasă              | Home             |
|                     |                         |     |                    |                  |
| 18.08.2023          | 16.05.2025              | 06  | Fundătură          | Dead End         |
|                     |                         |     |                    |                  |
| 29.03.2024          | 16.05.2025              | 07  | Distrugere în masă | Mass Destruction |
|                     |                         |     |                    |                  |
| 23.08.2024          | 16.05.2025              | 08  | Finalul absolut    | Absolute End     |